# کونیگسماکر
کونیگسماکر (به فرانسوی: Kœnigsmacker) یک کمون در فرانسه است که در Canton of Metzervisse واقع شده‌است.

## خصوصیات
کونیگسماکر ۱۸٫۴ کیلومترمربع مساحت و ۱٬۹۹۶ نفر جمعیت دارد و ۱۵۰ متر بالاتر از سطح دریا واقع شده‌است.